# Северноамериканска улулица
Северноамериканската улулица (Strix varia) е вид птица от семейство Совови (Strigidae).

## Разпространение и местообитание
Разпространен е в Канада, Мексико и САЩ.